# Beddawi - Wadi Nahleh
Beddawi è un  comune (municipalité) del Libano situato nel distretto di Tripoli, governatorato del Nord Libano.